# Hidenori (1982年生のギタリスト)
Hidenoriこと田村英規（たむら ひでのり、男性、1982年4月25日）は、日本のギター講師、作曲家、音楽理論講師。徳島県出身。ギター教室Hidenori Music School校長。株式会社オシエル代表。

## 経歴
中学生時代にスピッツを聴いてアコースティック・ギターを手にし、表現者となることに目覚めた。当時、ギターはコードを弾きながら歌うためのものと思っていた所に、母親が好きだったTHE YELLOW MONKEYのライブビデオを見て菊地英昭を知る。ギターのフレーズが心を揺さぶる事を発見し、高校生でヴィジュアル系～パンク系という道をたどる。その後はポール・ギルバートに多大な影響を受け「俺がやりたかった事はこれだったんだ」とはっきりと感じたと語っており、テクニカルな面以上に、レーサーXやMR. BIG (アメリカのバンド)で展開された楽曲の素晴らしさに感動したという。自らの曲作りにおいて「俺にはセンスがない。理詰めで作曲している」と公言、YouTubeの動画や生放送において、楽曲が大衆的である事の重要性を説いている。
ゲーム好きであり、優れたゲーム音楽に対して敬意を払う。ギタリストのためのアレンジであっても、原曲のフレーズを尊重しないアレンジに対しては否定的である。DEAN GUITARS主催の全世界速弾き動画コンテスト「dean shredder search」で三位入賞。

## 人物
ギタリストは天才タイプ・凡人タイプに分かれるという考えを提唱している。「天才タイプはどんな教材を使用してもどんな教え方をされても上達するが、凡人タイプは何をしても上達しない」「凡人タイプを上達させられるのは世界中で自分だけ」と発言している。また、その上で自身は凡人タイプであるとしている。
ギターレッスンにおいては、講師と生徒の双方向でないと絶対に教える事はできないという信念を持っており、自身の教則本や教材でさえ、それ単体では意味がないと公言している。
「俺は人間の本質を理解している」とし、ニコニコチャンネルで「人生を良くするための講座」と称した動画コンテンツを展開している。

## ギター教室
東京都世田谷区でHidenori Music Schoolというギター教室を運営している。本人以外にも3名の講師が在籍しており、直接とオンラインでのマンツーマンレッスンを実施している。当初はHidenori塾という名称だったが、講師の増員に伴い「Hidenoriだけの教室ではない」という想いが強まり、2019年3月27日にHidenori Music Schoolに改名している。

### 講師
Hidenori
Tetsu　ハードロック、ヘヴィーメタルが得意
Rio　フュージョン、アドリブ演奏が得意
Nobu（退職）　ジャズ、作曲、アドリブ演奏が得意

### 特徴
「一般的なギター教室の教え方とは全く逆のやり方をしている」とし、独自の方法でギターレッスンを行っている。確立された画一的な教え方ではなく、生徒の考え方や身体の構造、動かし方の癖を踏まえた上で個別に原因を解決する「根本治療」をモットーとしている。
```
あなたに合った練習方法というものがあります。人間は100人いれば100人全て違います。
```

```
ギターが上達しない原因はたったの1つしかありません
```

```
｢自分で自分自身のことを(もしくは教える側があなたのことを)わかっていない」
```

などの理念を念頭に、「Hidenori Music Schoolは練習レシピを作る手助けをします」と謳っている。
また、ギター以外にもベース・ドラム・DTM、ボーカルもレッスンの対象としている。さらに稀有な点としては、レッスン時間の内容は雑談や人生相談でも良いとしており、実際にHidenoriと話すためだけにレッスンに通う生徒も存在する旨の発言を本人が過去にしている。

### YouTube
Hidenori Music SchoolではYouTubeチャンネルを運営しており、ギターレッスンや音楽制作全般のレッスン動画を視聴する事が出来る。
主なコンテンツ
- Hidenori

-ギター演奏や雑談などの生放送
実演を交えながらコメントの質問にリアルタイムで回答
-生放送の切り抜き動画
上記生放送を話題ごとに切り抜き動画化
-誰でもHidenoriチェック
生徒以外の一般の視聴者から演奏動画を募集し、動画を再生しながら演奏の問題点を指摘する
- Tetsu

-奏法解説
ヘヴィーメタルの名曲の数々を実演を交えながら解説
- Rio

-アドリブフレーズ講座
アドリブ演奏に組み込みやすいフレーズを実演とTAB譜を交えて解説
- Nobu

-よくわかるポピュラー音楽の歴史
ブルースの誕生から現代ポップスまでの系譜を複数回に分けて解説
-よく聞く音楽用語解説
よく聞く音楽用語を単語ごとに複数回に分けて解説